# هنري بالدوين هاريسون
هنري بالدوين هاريسون (بالإنجليزية: Henry Baldwin Harrison)‏ هو محامي وسياسي أمريكي، ولد في 11 سبتمبر 1821 في نيو هيفن في الولايات المتحدة، وتوفي بنفس المكان في 29 أكتوبر 1901. نشط حزبياً في حزب اليمين والحزب الجمهوري. وقد انتخب عضو مجلس ولاية كونيتيكت وانتخب عضو مجلس نواب كونيتيكت وانتخب حاكم كونيتيكت ‏.